# Лейдисмит (Канада)
Лейдисмит (на английски: Ladysmith) е град в Югозападна Канада, регионален окръг Кауъчан Вали на провинция Британска Колумбия. Разположен е в хълмиста местност край залив на източния бряг на остров Ванкувър. Населението му е около 7100 души (2005).
Градът е основан около 1898 г. от Джеймс Дънсмюр, собственик на каменовъглени мини, който строи там жилища за работниците в своите мини в Екстеншън.
Наречен е на южноафриканския град Лейдисмит - място на активни военни действия по време на приключилата по онова време Втора бурска война, а много от първоначалните улици получават имена на британски генерали, участвали във войната.

## Други
- В Лейдисмит е родена (1967) актрисата Памела Андерсън.